# NGC 7419
NGC 7419 је расејано звездано јато у сазвежђу Цефеј које се налази на NGC листи објеката дубоког неба.
Деклинација објекта је + 60° 48' 56" а ректасцензија 22h 54m 20,0s. Привидна величина (магнитуда) објекта NGC 7419 износи 13,0. NGC 7419 је још познат и под ознакама OCL 250.